# Pierre Barnaud
Pour les articles homonymes, voir Barnaud.
Pierre Théodore Joseph Barnaud, né à Antibes le 4 mars 1891 et y est décédé le 12 juillet 1970, est un contre-amiral français. 

## Historique

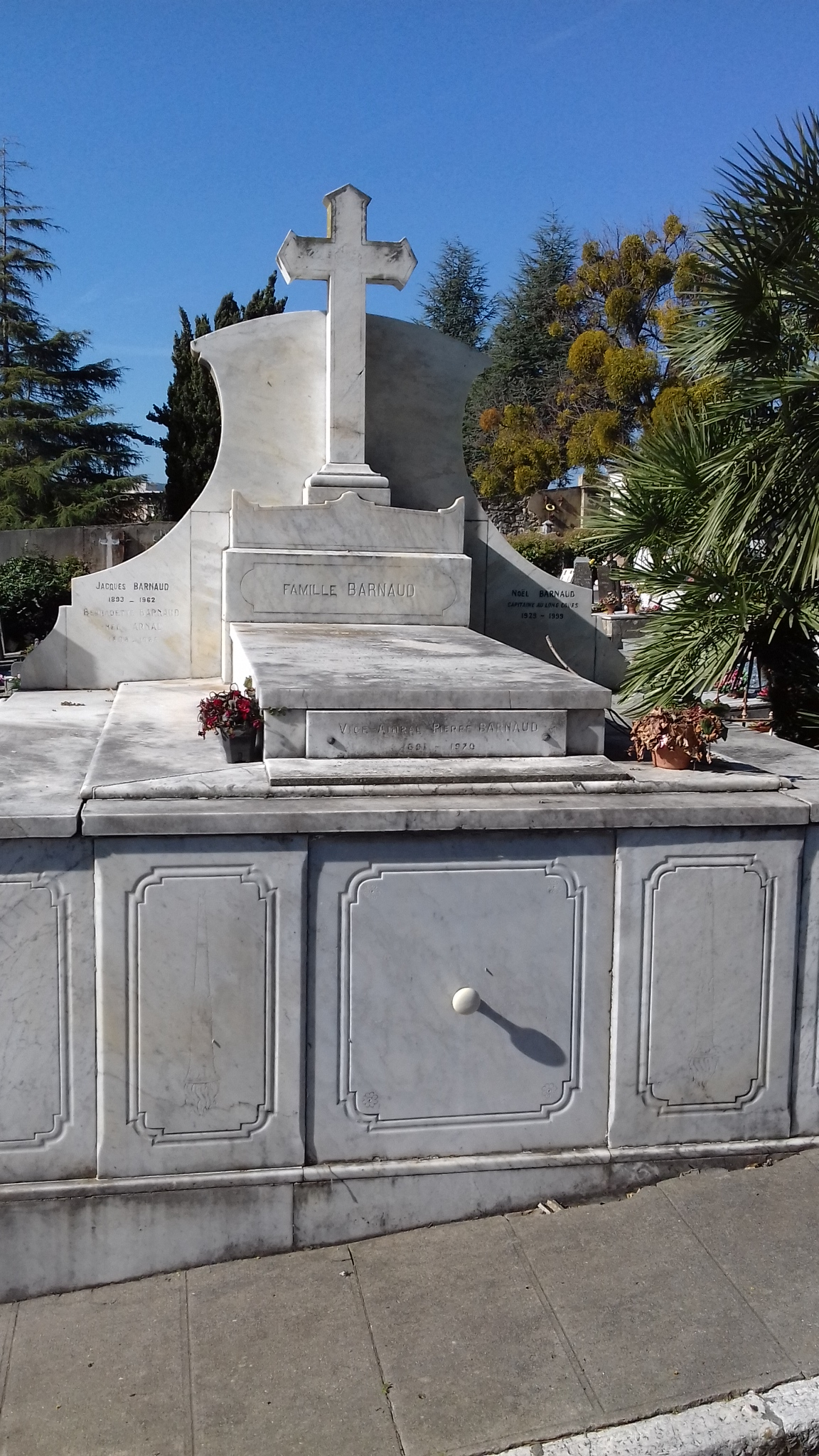
tombe du vice-amiral Barnaud à Rabiac (Antibes)

Pierre Barnaud naît le 4 mars 1891 à Antibes comme fils du vice-amiral Léon Barnaud. Il entre à l'école navale en 1908 et devient aspirant le 5 octobre 1911 ; affecté à Toulon. 

Dès 1912, il est officier d'ordonnance du contre-amiral Charles Favereau, commandant de la 3e division légère du 3e escadre sur le croiseur cuirassé Gloire. Le 5 octobre 1913, il est promu enseigne de vaisseau.
Dès 1914, il est affecté sur la canonnière Zélée en division navale d'Extrême-Orient.
En août 1917 et jusqu'à la fin de la guerre, il commandera le chalutier Sapajou, patrouillant dans le golfe de Gascogne à la recherche de sous-marins allemands afin de protéger les navires de pêche. Le 9 juillet 1918, il est promu lieutenant de vaisseau.

Il est décoré chevalier de la Légion d'honneur et breveté officier-canonnier.
Dès 1921, il vogue sur le cuirassé Paris en 1re division cuirassée de l'escadre de Méditerranée. 
En 1922, il est breveté officier de l'École Supérieure de la Marine.
Il est promu capitaine de corvette le 11 janvier 1927 et le 17 septembre suivant, il commande le torpilleur Brestois.
Le 10 mars 1930, il est promu capitaine de frégate ; il est décoré Officier de la Légion d'honneur. Le 16 novembre 1931, il prend le commandement du torpilleur Tornade et ensuite le 1er avril 1932 du contre-torpilleur Tartu, avant de devenir capitaine de vaisseau.
Le 18 septembre 1937, il prend le commandement du contre-torpilleur Indomptable et deux ans après celui du croiseur Georges Leygues, où il se distingue dans la défense de Dakar en septembre 1940 et avant d'être promu au grade de contre-amiral.
Le contre-amiral Barnaud décède le 12 juillet 1970 à Antibes.

## Généalogie
- Pierre Barnaud se marie le 27 juin 1924 avec Madeleine Foucaud, dont :
  -     - Dominique-Marie-Jean Barnaud (°1931, +2021), vice-amiral.

## Sources
- Fiche sur Ecole Navale/Espace Tradition